# 飯田みち代
飯田 みち代（いいだ みちよ、本名：飯田 実千代、英語表記：Michiyo Iida）は、日本のソプラノ歌手。ヨーロッパと日本を拠点に活動し、現代オペラから宗教曲、歌曲に至るまで幅広いレパートリーを持つ。 その歌声は「天から金色の雨が降ってくる」と評された。  

## 経歴と演奏活動
愛知県出身。京都大学教育学部心理学科にて、河合隼雄、山中康裕のもとで臨床心理学を学ぶ。

卒業後は一般企業に就職し、働きながら引田リエ子に師事して歌の勉強を始め、コンクール受賞をきっかけにウィーンで研鑽を積む。マルタ・ランティエリ、スザンナ・ギオーネ、ヴィックス・シュラバートに歌唱法を師事。ドイツ歌曲はデビッド・ルッツ、指揮法を井﨑正浩に師事。
帰国後は日本各地のオペラ公演や演奏会に多数出演し、またハンガリーやドイツなど欧州でも活動。とりわけ《ルル》《メデア》《アイナダマール》などの現代オペラにおける演技力と音楽表現は高い評価を受けた。

## 主な受賞歴
- 1989年：日伊音楽協会主催「イタリア声楽コンコルソ」予選通過（『毎日新聞』1989年3月29日付）
- 1990年：同コンコルソで金賞受賞（『毎日新聞』1990年4月8日付）
- 1992年：飯塚新人音楽コンクール大賞受賞[11]
- 1995年：日伊声楽コンコルソ第2位受賞
- 2005年3月14日：平成16年度（2004年度）愛知県芸術文化選奨 文化賞（個人）受賞（受賞名義：飯田みち代／本名：柳田実千代）[12]
- 2025年3月20日：春日井市芸術文化選奨 文化賞受賞[13]

## 主な出演歴（抜粋）
- 《ねじの回転》家庭教師役（1994年）[14]

- 《愛の妙薬》アディーナ役（1995、2000年）
- 《セビリアの理髪師》ロジーナ役（1998年）
- 《魔笛》夜の女王役（2005年新国立劇場、2007年兵庫）[15][16]

- 《ルル》ルル役（2003年日生劇場[17]、2009年びわ湖ホール[18] ）

- 《夕鶴》つう役（2001年）[19]

- 《ラ・ボエーム》ムゼッタ役(2006年)[20]

- 《死の都》マリー・マリエッタ役（2014年）《死の都》[21]

- 《夜長姫と耳男》夜長姫役（2008年）《夜長姫と耳男》[22]

- 《メデア》メデア役（2012年）《メデア》[23]

- 《アイナダマール》マルゲリータ・シグレ役（2014年）《アイナダマール》[24]

- 《白峯》美福門院役（2014年）
- 《万葉集》額田王／太伯皇女（二役）（2016年、2017年）
- 2025年：ソルノク市立交響楽団(ハンガリー）[7]、ホセ・カレーラス白血病基金コンサート出演（ドイツ）

## 評価・批評
- 『音楽現代』：「十二音技法によるベルクの前衛オペラ《ルル》、タイトルロールの飯田みち代が出色。歌唱力抜群で、陰陽自在な発声で多層の女性像を魅力的に描き出す」と、歌唱技術と音楽表現・演技を高評価
- 『産経新聞』：「歌は天命、にじみ出る内面」と、難病克服の人生と音楽への信念を紹介（2004年10月27日）。
- 『日経新聞』樋口隆一：「可憐で表情豊かな飯田みち代のイゾルデは、この役の本来の性格を思い出させてくれた」（2005年）と演技を高く評価。
- 『朝日新聞』：「ルル役で貧しい育ちゆえに幸せも満足も知らない。それでも必死に生きる。飯田のけなげさも相まってルルはそんな女になった」演技を高評価（2009年10月9日）／「《金閣寺》乱れた母親役を演じた飯田みち代の艶めかしい笑いが良かった」（2015年12月21日）。
- 『読売新聞』：「《メデア》とりわけ題名役（飯田みち代）が愛を失い、異国で一人追いつめられていくさまが切ない。とくに子供たちとの面会を許される場面では「感謝いたします。お優しい王様」と猫なで声をだしつつ陰鬱な笑みを浮かべる。狂気の目つきに胸が痛んだ」(2012年11月13日)

## 録音・CD
- 『Michiyo Iida singt Richard Strauss und Alban Berg』Preiser Records（廃盤）

収録：リヒャルト・シュトラウスおよびアルバン・ベルクの歌曲
ピアノ：デーヴィッド・ルッツ：2008年収録